# Eiji Aonuma
Eiji Onozuka (小野塚 英二 Onozuka Eiji?, född 16 mars 1963), mer känd professionellt som Eiji Aonuma, är en speldesigner och -regissör som arbetar för Nintendo som Group Manager på Nintendo EAD Software Development Group No. 3. Han har främst arbetat med spelserien The Legend of Zelda.

## Verk
- NES Open Tournament Golf (1991) — designer
- Marvelous: Another Treasure Island (1996) — regissör
- The Legend of Zelda: Ocarina of Time (1998) — regissör
- The Legend of Zelda: Majora's Mask (2000) — regissör
- The Legend of Zelda: The Wind Waker (2002) — regissör
- The Legend of Zelda: Collector's Edition (2003) — producent
- The Legend of Zelda: The Minish Cap (2004) — handledare
- The Legend of Zelda: Four Swords Adventures (2004) — producent
- The Legend of Zelda: Twilight Princess (2006) — producent
- Link's Crossbow Training (2007) — producent
- The Legend of Zelda: Phantom Hourglass (2007) — producent
- The Legend of Zelda: Spirit Tracks (2009) — producent
- The Legend of Zelda: Skyward Sword (2011) — producent
- The Legend of Zelda: The Wind Waker HD (2013) — producent
- The Legend of Zelda: A Link Between Worlds (2013) — producent
- Hyrule Warriors (2014) — handledare
- The Legend of Zelda: Majora's Mask 3D (2015) — producent
- The Legend of Zelda: Tri Force Heroes (2015) — producent
- The Legend of Zelda: Breath of the Wild (2017) — producent